# Theo Eppig
Theo Eppig (* 2. Februar 1905 in München; † 12. Mai 1964 ebenda) war ein deutscher Notar und Mitglied des Bayerischen Senats.

## Leben
Theo Eppig legte 1924 das Abitur am Alten Realgymnasium, dem heutigen Oskar-von-Miller-Gymnasium, in München ab. Es folgte das Studium der Rechtswissenschaft an der Albert-Ludwigs-Universität Freiburg und an der Ludwig-Maximilians-Universität München. Seine Studien schloss er 1928 mit dem ersten juristischen Staatsexamen ab und er promovierte 1929 zum Thema Die Parteien und ihre Vertretung im arbeitsgerichtlichen Urteilsverfahren. Nach dem Referendariat legte er 1931 das zweite Staatsexamen ab.
Eppig war von 1931 bis 1934 Notariatsassessor in München und wurde dann 1934 als Notar in Rottenburg an der Laaber zugelassen. Von 1939 bis 1945 leistete er Wehrdienst und nahm am Zweiten Weltkrieg teil. 1949 verlegte er  sein Notariat nach München. Von 1962 bis 1964 war er Präsident der Notarkasse, nachdem er zuvor deren Vizepräsident war. 1964 wurde er Vizepräsident der bayerischen Landesnotarkammer. 1956 war der spätere Vorsitzende des Bayerischen Notarvereins Peter Lichtenberger bei ihm Notarassessor.

## Politik
Vom 1. November 1955 bis zum 12. Mai 1964 war er Mitglied des Bayerischen Senats. Eppig gehörte ab dem 6. Juli 1956 dem Präsidium des Senates an. Zunächst war er Schriftführer und ab dem 22. Februar 1961 Vizepräsident des Senates.

## Auszeichnungen
- 9. Mai 1961: Bayerischer Verdienstorden